# ایسوس ئی‌ئی‌ئی تاپ
ایسوس ئی‌ئی‌ئی تاپ (به انگلیسی: Asus Eee Top) یک رایانه رومیزی صفحه لمسی است که در واقع all in one است که توسط ایسوس در نوامبر ۲۰۰۸ معرفی شد. این رایانه دارای ۱۶۰ گیگابایت هارد، صفحه نمایش ۱۶:۹ و ۱۵٫۶ اینچی، پردازنده ۱٫۶ گیگاهرتز، وب کم ۱٫۳ مگاپیکسلی، کارت خوان، و ۱ گیگابایت رم است.